# Емелин, Антон
Антон Емелин (латыш. Antons Jemeļins; 19 февраля 1984, Лиепая) — латвийский футболист, центральный защитник. Выступал за сборную Латвии.

## Биография

### Клубная карьера
Воспитанник футбольной школы лиепайского «Металлурга». В 2002 году сыграл дебютный матч за главную команду своего клуба в высшей лиге Латвии. Следующий сезон провёл в составе аутсайдера высшей лиги «РКБ Арма» (Рига), затем вернулся в «Металлург». В лиепайском клубе долго не мог закрепиться в основном составе, регулярно стал играть за команду только с 2009 года. Становился чемпионом Латвии в 2005 и 2009 годах, а также неоднократным призёром чемпионата. Обладатель Кубка Латвии 2006 года, финалист Кубка 2005 и 2011 годов. В 2011 году в финале против «Вентспилса» (1:3) забил единственный гол своего клуба. Принимал участие в играх еврокубков.
В 2012 году выступал за «Спартак» (Юрмала). Стал автором 12 голов (по другим данным, 11) и вошёл в десятку лучших бомбардиров чемпионата. В следующем сезоне снова играл за «Металлург», был капитаном команды.
Весной 2014 года перешёл в клуб чемпионата Молдовы «Тирасполь», однако не сыграл ни одного матча и лишь в одной игре появился на скамейке запасных, команда в итоге стала серебряным призёром чемпионата. Осеннюю часть 2014 года провёл в «Атлантасе» из Клайпеды, с которым стал бронзовым призёром чемпионата Литвы.
В 2015 году вернулся на родину и присоединился к «Вентспилсу». Выступал за клуб три сезона, стал двукратным бронзовым призёром чемпионата (2015, 2016), обладателем Кубка страны (2016/17). В конце карьеры играл за «Лиепаю».

### Карьера в сборной
Выступал за юниорскую и молодёжную сборные Латвии.
В национальной сборной Латвии сыграл единственный матч 12 ноября 2005 года против Беларуси (1:3), провёл на поле первые 56 минут и был заменён на Дзинтара Зирниса. В мае 2012 года снова был вызван в сборную на матчи Кубка Балтии, на турнире сборная Латвии стала победителем, но Емелин так и не вышел на поле.

## Достижения
- Чемпион Латвии: 2005, 2009
- Серебряный призёр чемпионата Латвии: 2004, 2006, 2007, 2008, 2011
- Бронзовый призёр чемпионата Латвии: 2002, 2010, 2015, 2016
- Обладатель Кубка Латвии: 2006, 2016/17
- Финалист Кубка Латвии: 2005, 2011, 2013, 2015
- Бронзовый призёр чемпионата Литвы: 2014